# Spintharus flavidus
Spintharus flavidus là một loài nhện trong họ Theridiidae.
Loài này thuộc chi Spintharus. Spintharus flavidus được Nicholas Marcellus Hentz miêu tả năm 1850.

## Hình ảnh